# 淡水線工程殉職人員紀念碑
25°10′04″N 121°26′42″E / 25.1677778°N 121.4449722°E
淡水線工程殉職人員紀念碑，位於臺灣新北市淡水區淡水站親水公園，1997年立以紀念建造台北捷運淡水線時殉職的9名勞工。

## 事故背景

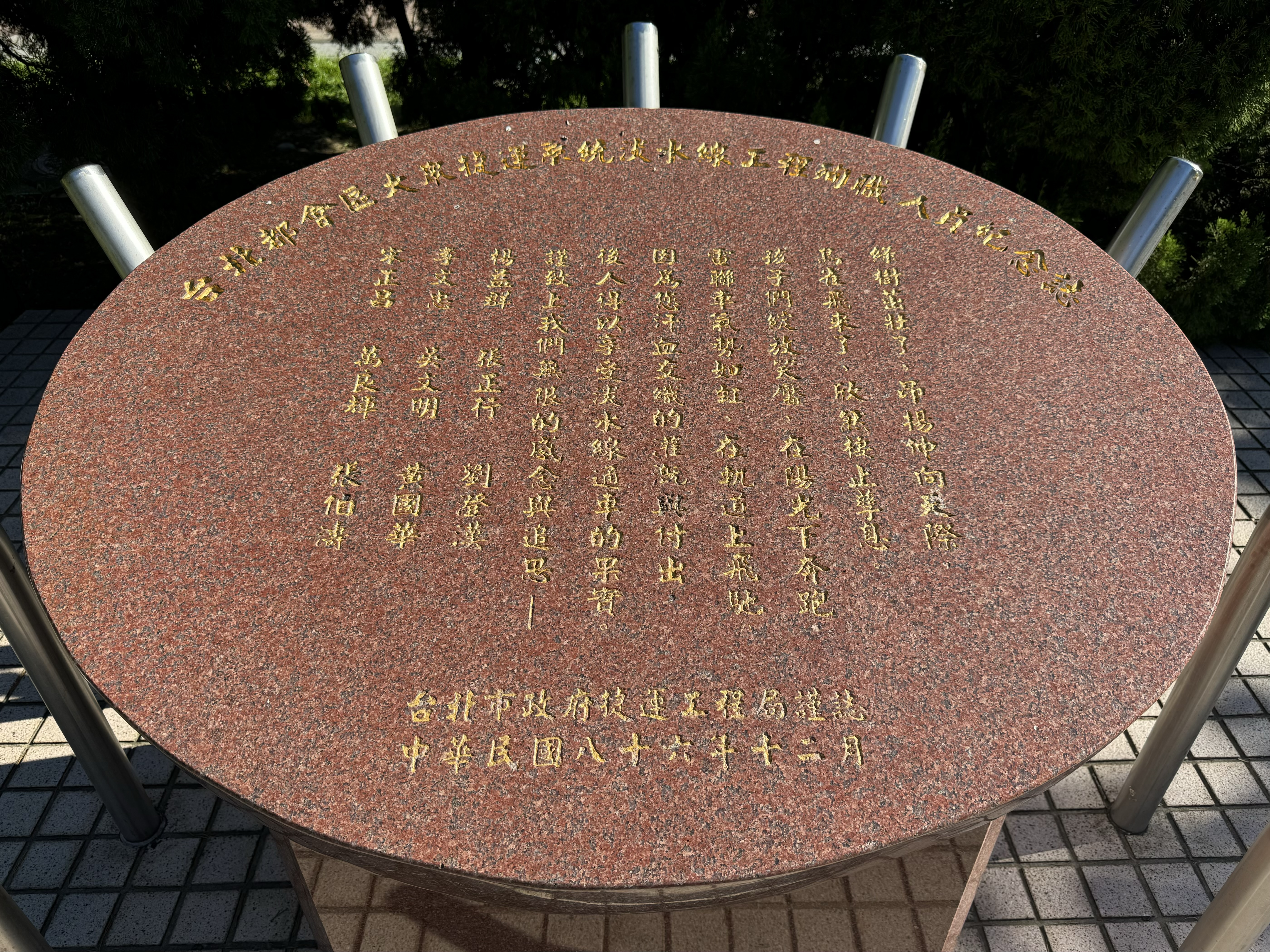
紀念碑人名

淡水線工地首起死亡案例是發生在1991年5月4日，為外籍人士來圓山站工地找朋友時意外墜落。至1992年1月18日，從1988年動工以來，淡水線已有4名工人、2名民眾在捷運工地死亡。10月4日，台北市議員林慶隆針對木柵線、淡水線捷運施工已有6處工地發生意外、7人死亡，要求台北市政府立刻挪用預備金，於本年度預算中增列工地安全管理費項目。次月，淡水線繼劍潭站活埋意外後又發生工安意外，為1名工人自圓山站的工寮失足墜亡。
對工安意外頻傳，有認為捷運局暫居的中央商業大樓風水不佳、是工地沒用三牲五禮祭拜導致。工安也被歸咎於農曆七月時刻有關，如劍潭站活埋意外2死前，相傳附近一群野狗登到工地高架施工板集體淒叫。 1993年6月22日，台北市議會交通審查會成員特邀交通局副局長莊鴻錕、捷運局長賴世聲、捷運公司籌備處公司籌備處長黃通良至行天宮祭拜。

## 殉職人員
| 罹難工人 | 罹難經過                                                                                |
| -------- | --------------------------------------------------------------------------------------- |
| 楊益群   | 1991年6月30日，民權西路站，拆模板時未用防護具，墜落致死。                               |
| 張正行   | 1991年12月4日，北投機廠，不慎走入挖土機視線死角，遭夾死。                               |
| 劉澄漢   | 1992年1月17日，劍潭站，在涵管埋設工程，因連日陰雨造成土質鬆軟，泥土大量滑落遭活埋身亡。 |
| 李文忠   | 1992年1月17日，劍潭站，在涵管埋設工程，因連日陰雨造成土質鬆軟，泥土大量滑落遭活埋身亡。 |
| 吳文明   |                                                                                         |
| 黃國華   |                                                                                         |
| 宋正昌   |                                                                                         |
| 萬良輝   | 1993年2月5日，北投機廠，在鋼樑上施工時從6公尺高鷹架失足摔落，送醫不治。                 |
| 張伯濤   | 1997年6月4日，台北火車站地下3層，捷運淡水線308標施作環境控制系統工程，觸電死亡。        |

## 立碑紀念

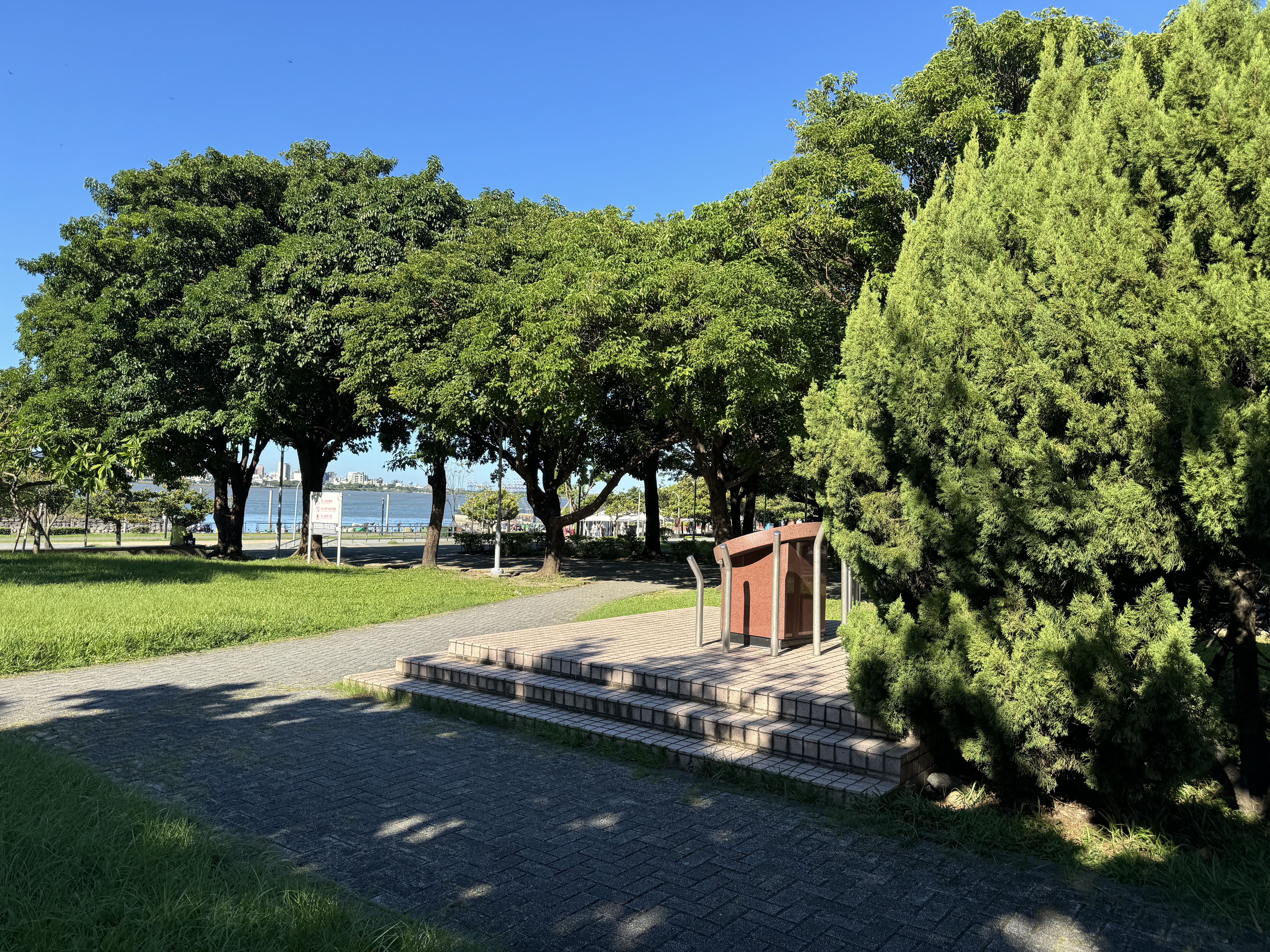
淡水河與紀念碑

1996年12月5日，台北市政府勞工局公布近年北市營職業災害排行榜，以淡水線為市政府重大工程發生職災比例最高。該年，台北市捷運局、交通局及新聞處為替淡水線的通車作好促銷，想以感性訴求為主推出一系列活動。捷運局為此建紀念碑，以表達對殉職者的感念與追思，也藉以激勵捷運同仁汲取淡水線經驗。台北捷運在1990年代初建立時，捷運工程合約明訂勞工安全衛生經費比例需佔總工程經費1.7%，出事時發包單位就扣款，工程結束後無意外才可一次領取。但台北市勞工局當時規定僅主體工程不得轉包，其餘工程在層層轉包下，安全衛生經費經愈抽愈少，造成工地安全防護漏洞。
1997年12月25日，捷運淡水線全線完工通車之日，市府捷運局副局長闕河淵在淡水站親水公園舉行淡水線工程殉職人員紀念碑揭碑儀式，以紀念因淡水線殉職的楊益群、張正行、劉澄漢、李文忠、吳文明、黃國華、宋正昌、萬良輝、張伯濤這9名勞工。
2012年2月26日，為慶祝台北捷運在該年2月17日突破50億搭乘人次，淡水站舉行「幸福感謝五十億慶祝音樂會」。市長郝龍斌提起此紀念碑、9名勞工名字，並說「打造台北捷運的過程，就是一頁辛酸史」。